# 札つき女
『札つき女』（ふだつきおんな、原題：英語: Marked Woman）は、1937年に製作・公開されたアメリカ合衆国の映画である。ロバート・ロッセンとエイベム・フィンケルの脚本を基にロイド・ベーコンが監督、ベティ・デイヴィスとハンフリー・ボガートが主演した。また、クレジットはされていないがマイケル・カーティスも一部演出を担当している。

## キャスト
- メアリー・ドワイト・ストローバー：ベティ・デイヴィス
- デヴィッド・グレアム：ハンフリー・ボガート
- ドロシー：ローラ・レイン
- エミー・ルー：イザベル・ジュウェル

## スタッフ
- 監督：ロイド・ベーコン、マイケル・カーティス（ノンクレジット）
- 製作総指揮：ジャック・L・ワーナー、ハル・B・ウォリス（両者ともノンクレジット）
- 脚本：ロバート・ロッセン、エイベム・フィンケル
- 撮影：ジョージ・バーンズ
- 編集：ジャック・キリファー
- 美術：マックス・パーカー
- 衣裳：オリー＝ケリー
- 音楽監督：レオ・F・フォーブスタイン

## 映画賞ノミネーション
- 受賞
  - ヴェネツィア国際映画祭 女優賞：ベティ・デイヴィス（『倒れるまで』の演技も対象）
- ノミネーション
  - ヴェネツィア国際映画祭ムッソリーニ杯（外国映画大賞、受賞は『舞踏会の手帖』）